# Cerovac (Republika Serbska)
Cerovac (cyr. Церовац) – wieś w Bośni i Hercegowinie, w Republice Serbskiej, w mieście Trebinje. W 2013 roku liczyła 9 mieszkańców.